# Laura Bro
Laura Bro (født 27. april 1973 på Frederiksberg, Danmark), er en dansk skuespillerinde, datter af skuespillerne Helle Hertz og Christoffer Bro og søster til skuespillerne Anders Peter Bro og Nicolas Bro. Derudover er hun kusine til skuespilleren Steen Stig Lommer samt niece til skuespillerinderne Vigga Bro og Lone Hertz og skuespilleren Tony Rodian.
Efter endt uddannelse ved Statens Teaterskole i 2002 havde hun debut i Vildanden på Det Danske Teater samme år. I 1986 lagde hun stemme til Røskva i den danske tegnefilm Valhalla, men huskes nok mest for sin rolle i Kenneth Kainz's film Rene hjerter, hvor hun spillede over for Anders Matthesen. Hun har desuden medvirket i DR-serien Sommer,  i Susanne Bier's Brødre, komedien Den rette ånd og DR1's Krøniken. På teateret har hun bl.a. medvirket i Tørklædemonologerne og Købmanden på Betty Nansen Teatret og Lille Eyolf på Det Kongelige Teater.

## Udvalgt filmografi
| År   | titel               | Rolle                         | Note(r) |
| ---- | ------------------- | ----------------------------- | ------- |
| 1986 | Valhalla            | Røskva                        | stemme  |
| 2006 | Rene hjerter        | Linda/Charlotte               |         |
| 2004 | Brødre              | Ditte                         |         |
| 2005 | Den rette ånd       | Mette-Marit                   |         |
| 2011 | Dirch               | Sitter/Sigrid Horne-Rasmussen |         |
| 2012 | En kongelig affære  | Louise von Plessen            |         |
| 2015 | Skammerens Datter   | Fru Petri                     |         |
| 2015 | Under sandet        | Karin                         |         |
| 2016 | Fuglene over sundet | Katrine Ferdinansen           |         |
| 2017 | Den skyldige        |                               |         |

### Tv-serier
| År        | titel        | Rolle              | Note(r)   |
| --------- | ------------ | ------------------ | --------- |
| 2005      | Krøniken     | Berit              | 2 afsnit  |
| 2008      | Sommer       | Nelly              | 12 afsnit |
| 2014      | Borgen       | Sexarbejder        | 1 afsnit  |
| 2017-2018 | Herrens Veje | Biskop Monica Ravn |           |
| 2025      | Generationer | Anklager i retten  | 6. afsnit |